# Klaus-Groth-Schule Neumünster
Die Klaus-Groth-Schule ist eines der vier Gymnasien der Stadt Neumünster. Die Schüleranzahl beträgt derzeit 767 bei 69 Lehrern.

## Geschichte
Die Klaus-Groth-Schule entstand im Februar 1888 als Zusammenschluss zweier privater Mädchenschulen. Die Benennung nach dem Heimatdichter Klaus Groth erfolgte allerdings erst mit der Verstaatlichung 1925.
Ein Jahr nachdem die ersten Abiturprüfungen an der Schule abgenommen wurden, konnte dann 1912 das noch heute genutzte Gebäude in der Parkstraße eingeweiht werden. Schulleiter von 1911 bis 1937 war der damals bekannte Pfarrer, Rassentheoretiker und Geschichtsautor Wilhelm Erbt (1876–1944).
Während des Ersten Weltkrieges konnte der Unterricht trotz starker Beeinträchtigungen abgehalten werden. 1918 wurde die Bildung in den Mädchenschulen an die der Jungen angeglichen. 1927 wurde der noch heute bestehende Verein der Ehemaligen gegründet. In der Zeit des Nationalsozialismus waren 1934 sämtliche Schülerinnen Mitglied des Bund Deutscher Mädel, der später sogar mehr Macht hatte als die Lehrer.
Ab 1940 litt die Schule stark unter dem Zweiten Weltkrieg. Luftschutzübungen, Kohlemangel und Kriegshilfsdienste schränkten den Unterricht ein. Am 25. Oktober 1944 wurde die Turnhalle durch eine Fliegerbombe zerstört, wobei auch das Hauptgebäude stark beschädigt wurde.
Ein halbes Jahr nach Ende des Krieges wurde der Unterricht wieder aufgenommen, ab 1949 dann auch wieder im renovierten Gebäude in der Parkstraße.
Ab den Siebzigerjahren wurden auch Jungen an der vormals reinen Mädchenschule aufgenommen. 1971/72 wurde die Schule um einen Neubau und weitere Klassenräume erweitert.
Durch Brandstiftung wurde 1990 die Turnhalle zerstört.

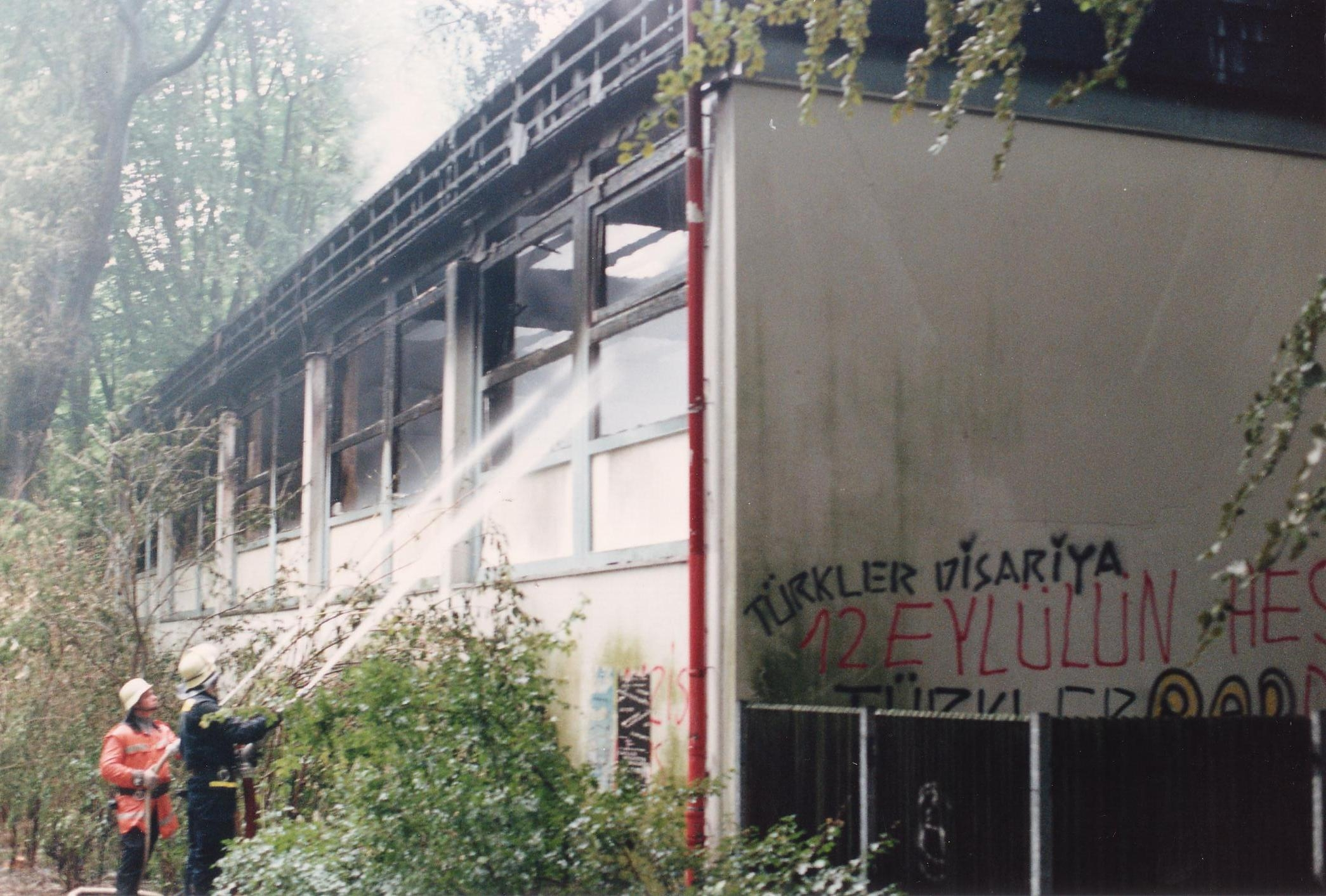
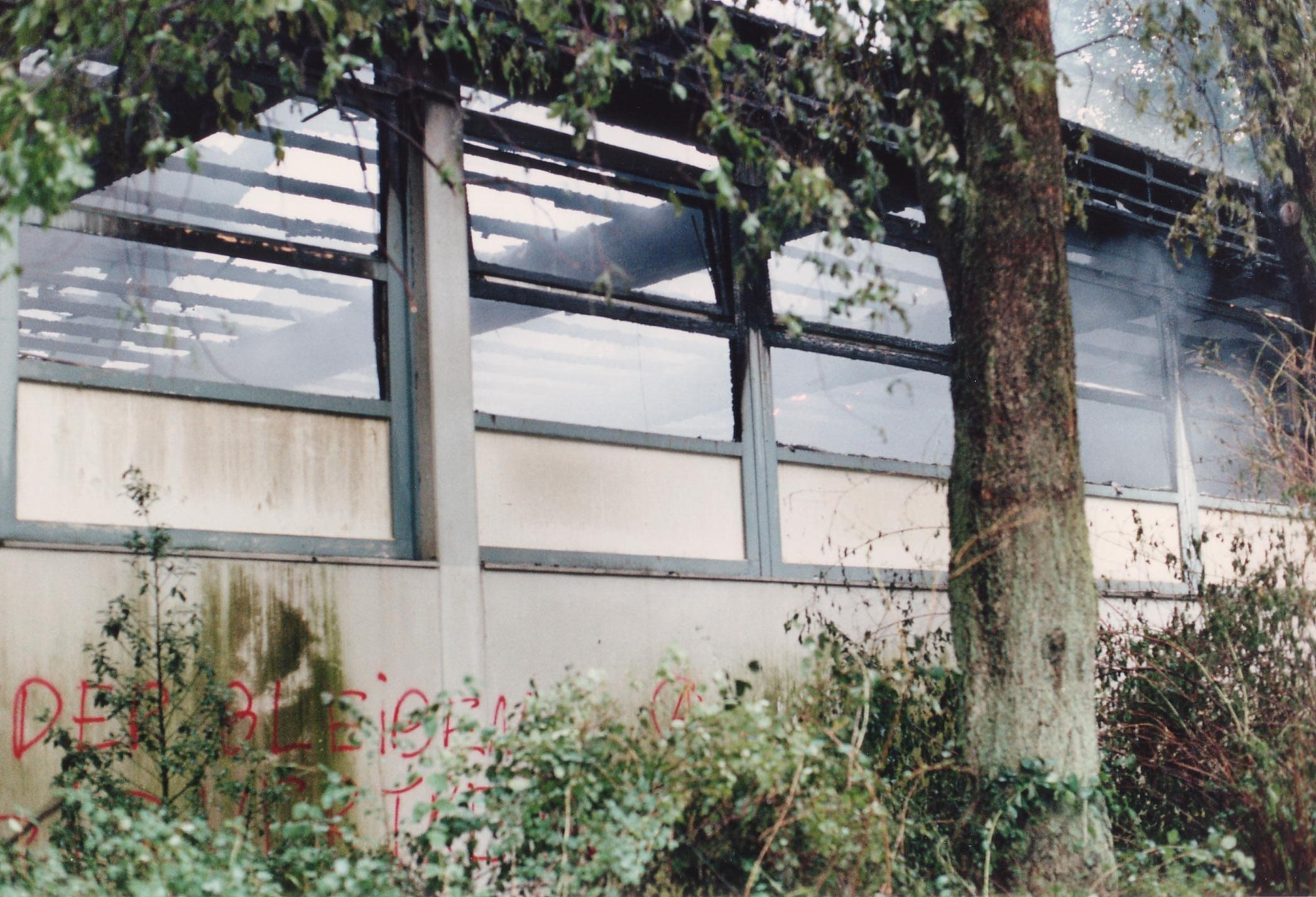
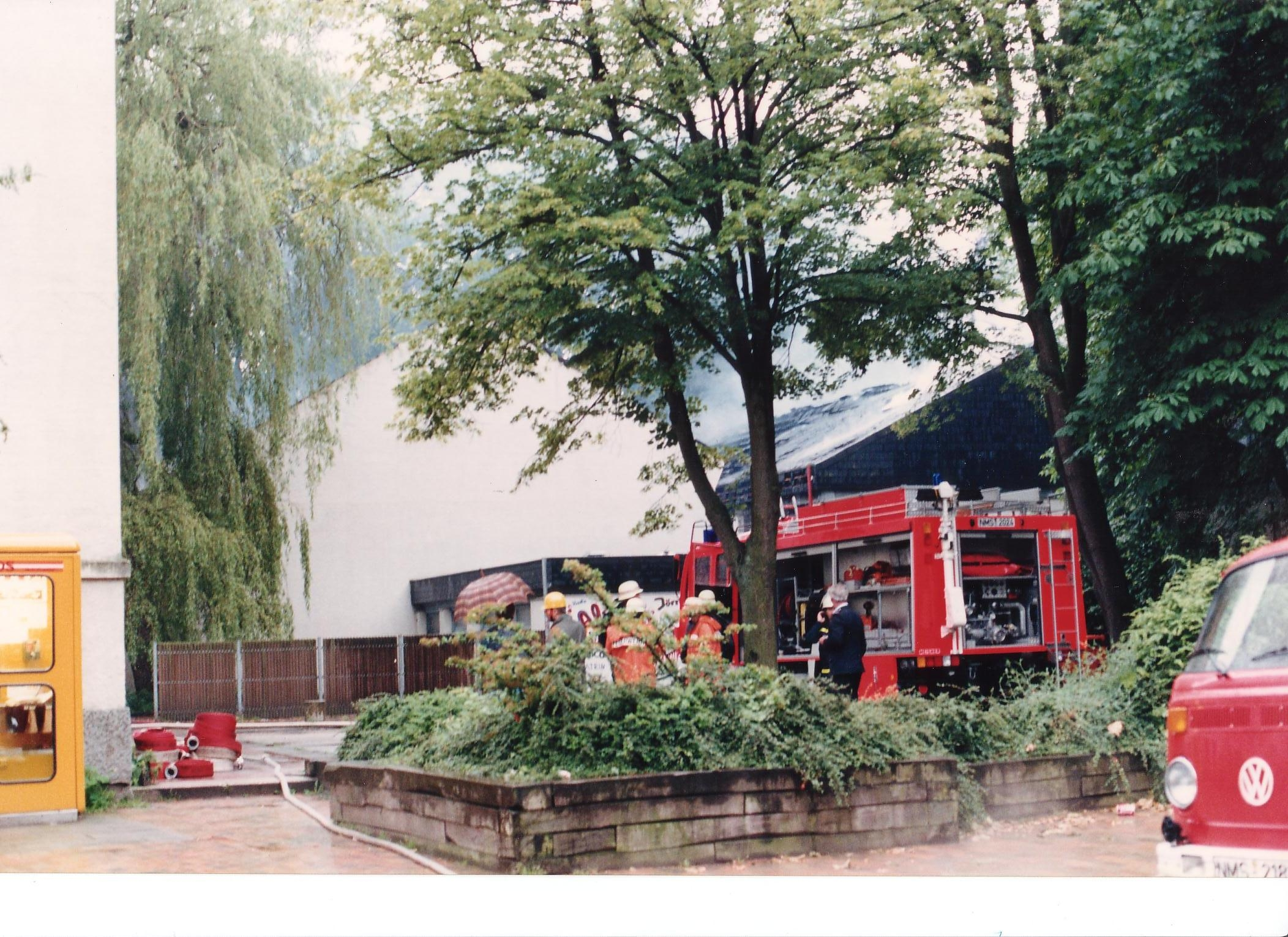
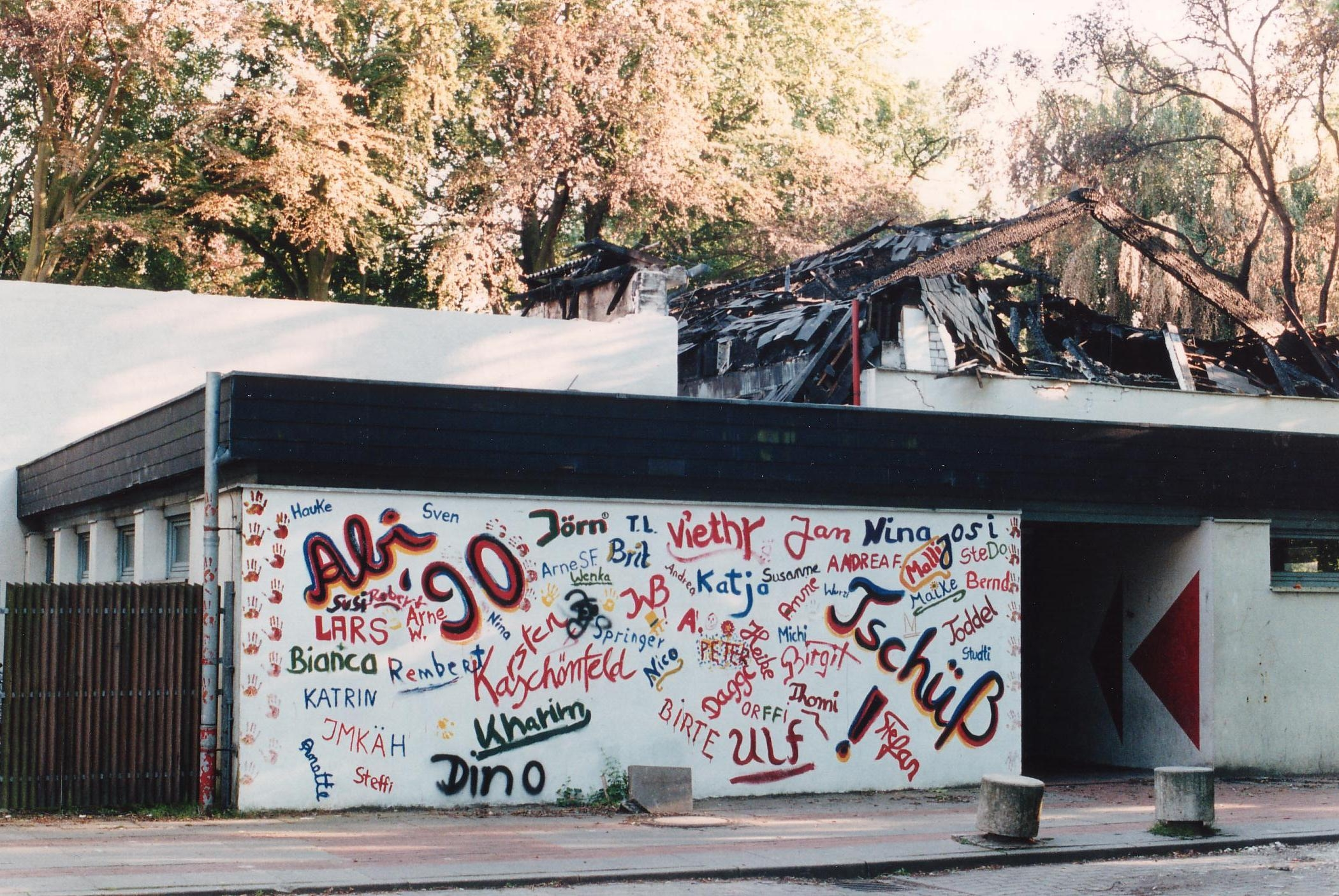

Seit 1991 bietet die Schule den bilingualen Unterricht an. Als erste Schule in Schleswig-Holstein wurde 2001 die komplette Umstellung der neuen Jahrgänge auf das Abitur nach zwölf Jahren (G8) durchgeführt. 2005 wurde die Klaus-Groth-Schule zur offenen Ganztagsschule. Deshalb wurde eine Mensa errichtet und der Neubau aufgestockt und renoviert. Die früher der Oberstufe vorbehaltene Villa Köster wurde seit dem Schuljahr 2007/2008 aus baulichen Gründen nicht mehr genutzt und 2011 verkauft.
Zudem besteht seit mehreren Jahren eine Partnerschaft mit einer Jungen- und einer Mädchenschule in Neumünsters Partnerstadt Gravesham in England.
Am Abend des 18. Mai 2021 wurde die Turnhalle erneut durch einen Brand zerstört.

## Angebote

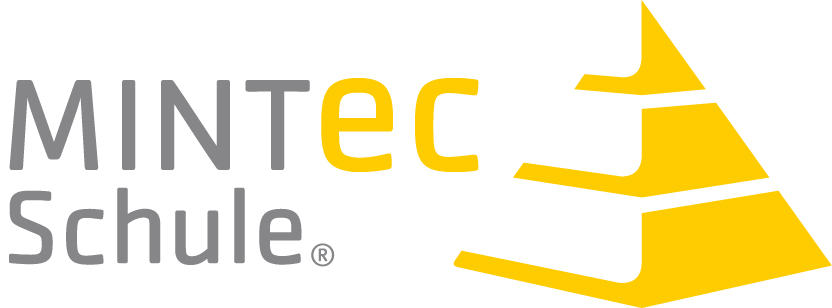
Das Logo der MINT-EC Schulen

Es besteht ein bilinguales Angebot in den Fächern Erdkunde und Biologie. Sämtliche Klassen seit dem Jahrgang 2001/2002 werden im G8-Verfahren unterrichtet, d. h. anstatt in Schleswig-Holstein üblichen neun Jahren auf dem Gymnasium sind hier nur acht erforderlich. Des Weiteren wurde die Schule mit dem naturwissenschaftlichen Qualitätssiegel des Vereins mathematisch-naturwissenschaftlicher Excellence-Center an Schulen (MINT-EC) ausgezeichnet.
Im Sprachbereich fördert die KGS interessierte und begabte Schülerinnen und Schüler durch bilingualen Unterricht (Sprache: Englisch) in den Fächer Biologie und Geographie sowie durch die Wahlsprachen Spanisch und Italienisch (ab Klasse 8). In der Oberstufe ist die zusätzliche Sprachförderung mit Blick auf die Aufnahme eines Studiums im Ausland oder eine sprachorientierte höhere Ausbildungen ausgerichtet und bietet Kurse zur Erlangung der Sprachzertifikate CEA (Cambridge English: Advanced) und DELF (Diplôme d’Etudes en langue française) sowie die Möglichkeit des Neulernens von Spanisch auch ab Klasse 10.

## Persönlichkeiten

### Schülerinnen und Schüler
- Gabriele Wachholtz (* 1949), Oberstudienrätin und Verlegerin; ehrenamtlich sehr aktiv in leitenden Funktionen im Kulturbereich; Trägerin des Verdienstordens des Landes Schleswig-Holstein (Abitur 1969)
- Uta Fölster (* 1956), Präsidentin des Schleswig-Holsteinischen Oberlandesgerichtes (Abitur 1974)
- Katja Lembke (* 1965), Direktorin des Niedersächsischen Landesmuseums Hannover (Abitur 1984)
- Mona Barthel (* 1990),  WTA-Tennisspielerin (Abitur 2009)